# Anser brachyrhynchus
L'oca zamperosee, anche oca delle zampe rosse,  (Anser brachyrhynchus Baillon, 1834) è un uccello appartenente alla famiglia Anatidae. Il nome specifico deriva dal greco brachy-/βραχυ- = "corto" e rhynchos/ρυνχος ="becco".

## Descrizione

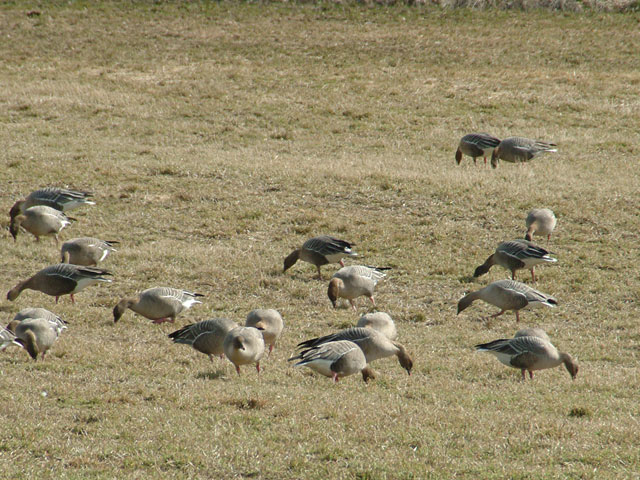
Gruppo di oche zamperosee a Lund, Svezia

L'oca zamperosee è abbastanza simile ad altre oche che frequentano le zone artiche dell'Emisfero settentrionale, quali l'oca granaiola della tundra (Anser serrirostris) o l'oca lombardella (Anser albifrons); spesso è assai difficile distinguere le specie quando si tratti di esemplari immaturi.  Ha le parti superiori del corpo di colore grigiastro e azzurro ardesia chiaro. Il capo ed il collo sono invece molto scuri e marroni rossastri, il becco è  esile e corto e le zampe sono di un vivace color rosa.

## Distribuzione e habitat
L'oca zamperosee ha un areale assai ristretto: in epoca riproduttiva la si ritrova solo in Groenlandia centro-orientale, sull'isola Spitsbergen ed in Islanda, dove frequenta la tundra artica; durante lo svernamento frequenta regolarmente solo le Isole Britanniche (Gran Bretagna, Irlanda ed alcune isole minori) e le coste del Mare del Nord (Paesi Bassi, Danimarca e Germania settentrionale). Risulta, inoltre, rara nel nord della Francia e in Belgio, ed occasionale (da irregolare ad accidentale) nel resto d'Europa (a sud fino alle isole Canarie, alla Spagna, all'Italia e alla Romania).

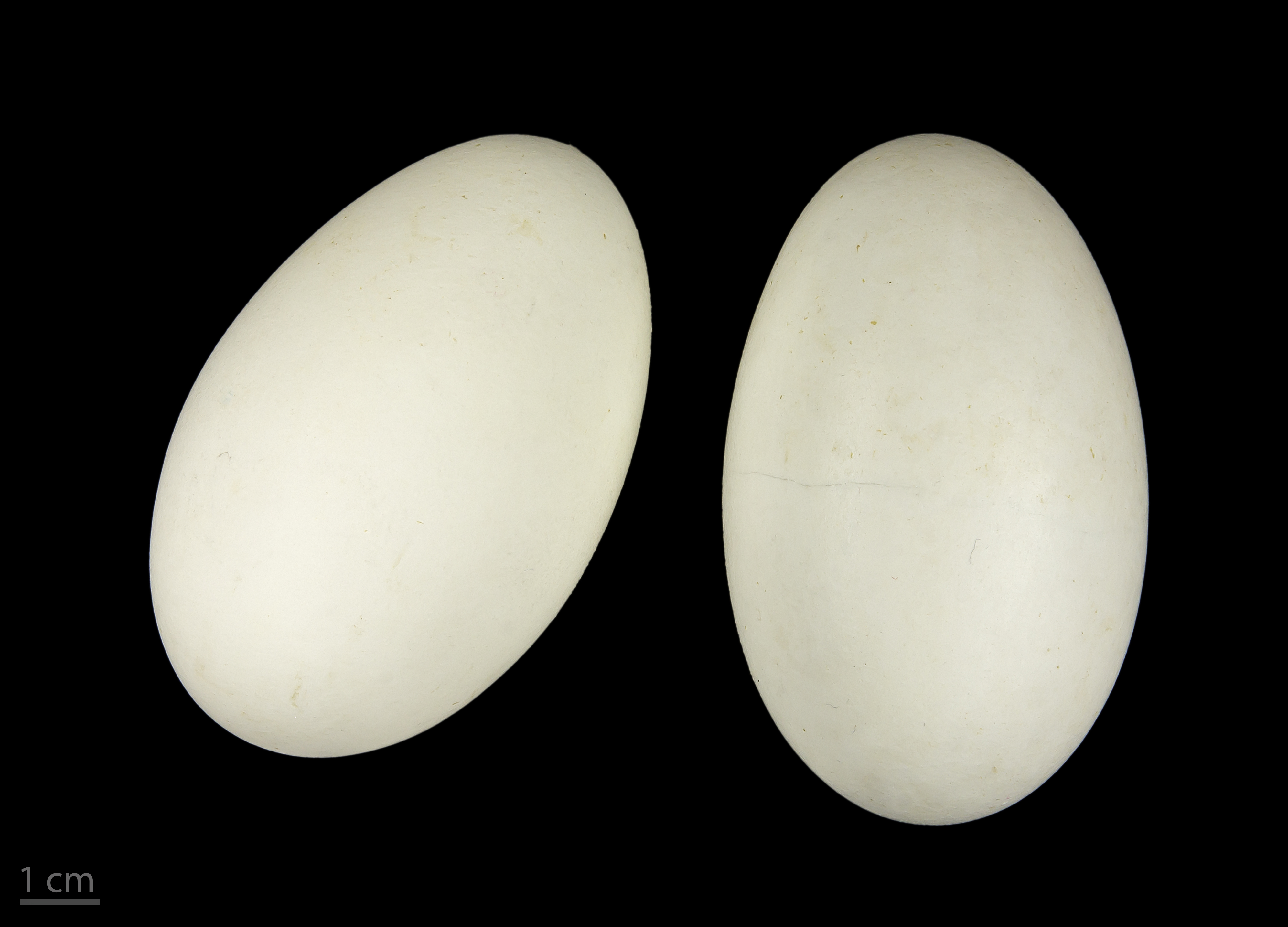
Anser brachyrhynchus

## Tassonomia
Alcuni autori la considerano una sottospecie di Anser fabalis, con la quale può dar luogo a ibridi (Anser fabalis × Anser brachyrhynchus).